# Fiat Palio (1996)
 (avril 2023).
La Fiat Palio a été conçue pour être une world car (voiture mondiale). Baptisée du nom de code 178, elle a été développée en plusieurs modèles.

## Description
Les différents modèles de la Fiat Palio sont :
- berline avec hayon : Fiat Palio 3 et 5 portes, lancée en 1996
- berline classique 4 portes avec coffre : Fiat Siena, Albea, Petra lancée en 1997 et Fiat Perla pour la Chine en 2006,
- break : Fiat Palio Station Wagon 5 portes, lancée en 1997, devenue Weekend en 2004,
- pick-up : Fiat Strada lancée en 1998,

Elle prend la succession de la Fiat Duna, peu connue en France, car ce fut un modèle fabriqué dans et pour les pays d'Amérique latine, Argentine et Brésil et exportée en Asie et en Afrique.
La fabrication de la Fiat Palio a débuté en 1996 au Brésil et s'est développée dans bien d'autres pays : 
- 1996 - Argentine,
- 1997 - Pologne, Maroc et Venezuela,
- 1998 - Turquie,
- 1999 - Inde et Afrique du Sud,
- 2001 - Égypte,
- 2002 - Chine
- 2007 - Russie.

Les capacités de production cumulées dans le monde sont de 800 000 exemplaires/an. En 2006, il s'en est écoulé plus de 450.000, essentiellement en Amérique du Sud. La Palio sera concurrencée, en 2010 dans sa catégorie, par la Fiat Novo Uno, un nouveau modèle développé sur une base de Fiat Panda II proposé vers 8 000 €.
Voiture destinée aux marchés émergents, la Fiat Palio - dans toutes ses versions - connait un énorme succès dans tous les pays où elle est commercialisée et notamment au Brésil où le premier moteur 1.8 Flex au monde a été commercialisé en 2004, motorisation qui permet une utilisation distincte ou combinée d'essence et d'alcool. En juin 2006, la gamme Fiat Palio s'enrichit d'une version électrique et d'une version Tétrafuel.
La Fiat Palio a connu trois restylages, le premier en 2001, le second en 2004 avec un changement générationnel et le dernier au tout début 2007. 

### La première série (1996 - 2001)
Son lancement intervint en 1996 au Brésil ; la voiture est produite dans l'usine géante de Betim. 
Elle porte le nom de code 178 et propose quatre versions. Elle repose sur une base technique de la Fiat Uno européenne, renforcée pour s'adapter aux conditions du pays.
Immédiatement après sa mise en production au Brésil, l’assemblage de la Palio débute également, dès 1997, dans les usines Fiat en Argentine, au Venezuela, en Pologne et au Maroc, puis l’année suivante en Turquie aux usines Fiat-Tofas, en Afrique du Sud et en Égypte ; et, enfin, en 2002 en Chine. 
Elle ne sera vendue qu'en version "Week-end" (break) sur les marchés d’Europe de l'Ouest, où elle ne rencontrera pas un très grand succès.

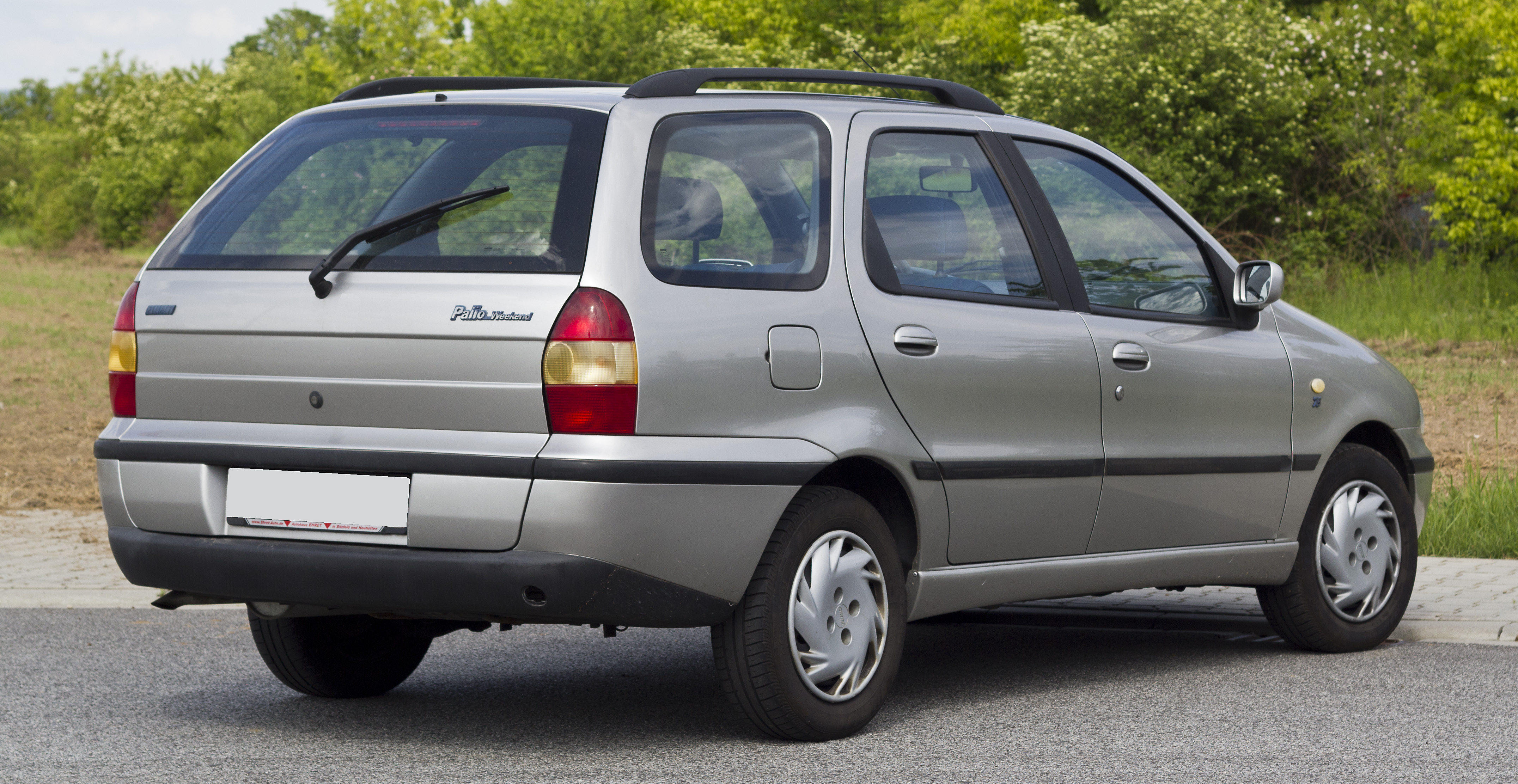
Fiat Palio Weekend
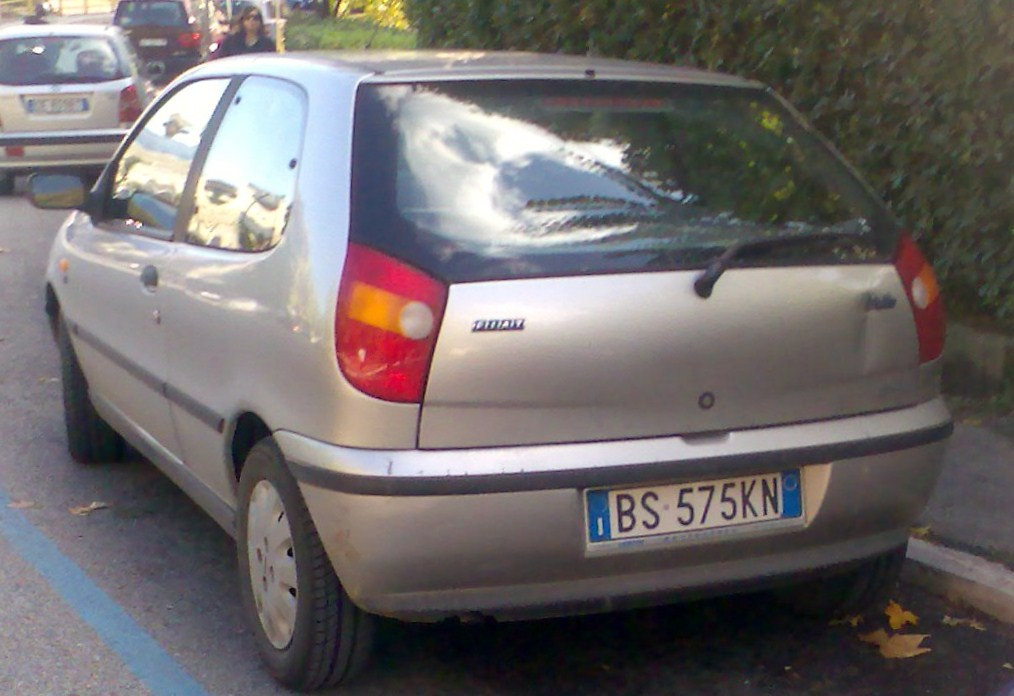
Fiat Palio 3p 1re série

### La seconde série (2001 - 2004)
En 2001 la Fiat Palio bénéficie d'une refonte et d'un premier restylage qui est le fruit d'une collaboration avec le styliste italien Giorgetto Giugiaro. 
En complément aux versions normales de tourisme, des versions sportives sont proposées dans différents pays comme la Turquie et le Brésil où une version dotée d'une motorisation de 120 ch est commercialisée. Une formule Fiat Palio a été créée dans ces pays.
La sécurité a fait l'objet d'une attention particulière puisque tous les modèles sont équipés d'airbags et de l'ABS. La version berline à 4 portes Siena changera de nom sur certains marchés pour devenir Albea ou Petra. 
L'évolution du modèle sera très importante au point de lui faire changer de code usine qui passe de 178 à 171, "9BD 171" par exemple pour les productions brésiliennes.

### La troisième série (2004 - 2007)
Ce restylage, toujours mis au point avec Giorgetto Giugiaro, reprend les thèmes de style déjà présents sur d'autres modèles de la gamme Fiat en Italie comme les Fiat Punto et Fiat Stilo, tout en conservant la base initiale de la seconde série. 
Par contre, la gamme brésilienne de la Palio évolue notablement du côté motorisation avec l'introduction des moteurs FlexFuel, capables de fonctionner indifféremment à l'essence et à l'alcool ou un mélange des deux. Ce type de combustion, développé par Magneti-Marelli (filiale de Fiat) est une première mondiale, comme le fut en 1978 le moteur fonctionnant à l'alcool de canne sur la Fiat 147. C'est également un changement générationnel, la plateforme est revue et porte désormais le code ZFA 171.
Le 19 mai 2006, la 2 000 000e Palio sort de l'usine de Belo Horizonte, au Brésil. Avec les dérivés, Fiat Siena (Petra) et Strada, ce sont plus de 3 500 000 modèles de la gamme 178/171 qui ont été produits dans le monde à cette date.

### La quatrième série (2007-2017)
Ce dernier restylage n'a pas été présenté au Salon de São Paulo en novembre 2006 comme anticipé par la presse spécialisée brésilienne mais au tout début du mois de février 2007. La nouvelle gamme Palio qui regroupe également la berline Siena, la Station Wagon Palio Weekend et le pick-up Strada, reprend la face avant et la calandre de la Grande Punto. 

Cette même version, rebaptisée Palio Style, a été présentée en Inde par Fiat India le 3 avril 2007 pour une commercialisation immédiate. 
Cette nouvelle génération est accompagnée, sur le marché chinois, de la Fiat Perla présentée en avant première à Pékin en août 2006.
La Fiat Palio fait partie de la liste de modèles qui n'ont jamais été fabriqués en Italie.
Avec le lancement de la nouvelle Palio en 2012, l'ancienne gamme est réduite aux seules versions Way et Fire. Au 31 décembre 2011, plus de 6,8 millions de Fiat Palio avaient été fabriquées dans le monde. 
La fabrication a été arrêtée au Brésil en décembre 2017.

## Fiat Palio Elétrico
En juin 2006, lors du Salon du Brésil, Fiat Automoveïs a présenté un prototype de Palio électrique, créé par Fiat à la demande de la direction de la société Itaipu qui gère des barrages hydroélectriques au Brésil. La Palio Elétrico a un moteur d'une puissance nominale de 15 kW (maximale de 28 kW) et une plage de couple extrêmement large de 50 N m nominal à 126 N m maxi, d'une vitesse de 120 km/h maxi avec une accélération de 0 à 100 km/h de 28 secondes. Les batteries au nickel sont sous le plancher laissant un large espace pour le coffre, et sont conçues pour disposer d'un maximum d'autonomie avec un volume minimum, la recharge s'effectue sur une simple prise de 220 volts. Une recharge complète dure environ huit heures.
En juillet 2009, Fiat a présenté une version construite en petite série plus moderne du modèle, basée sur la dernière génération de la Palio Weekend.

## La Palio Station Wagon / Weekend

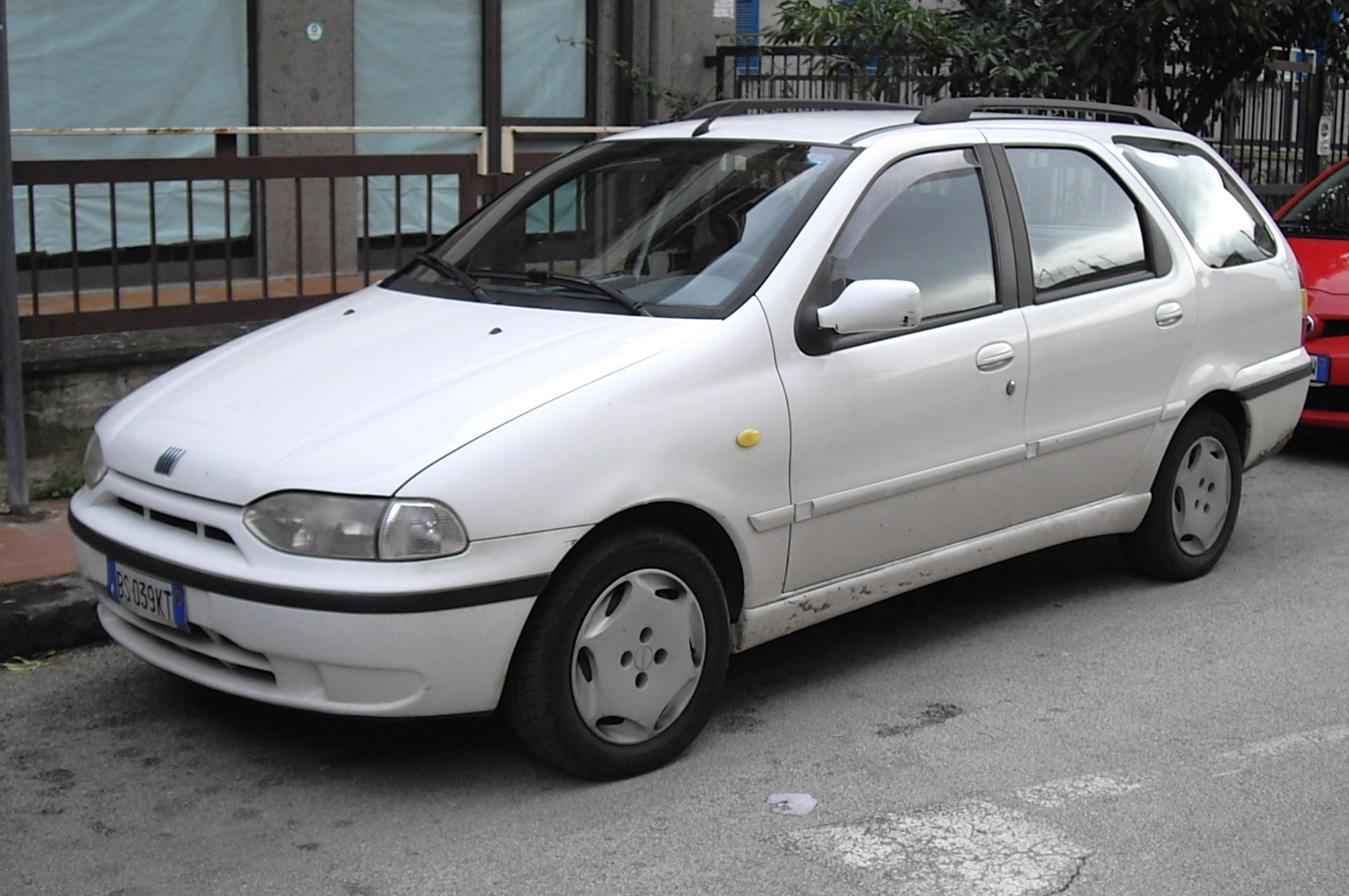
Fiat Palio Weekend 1ère série 1997

La version break de la Fiat Palio a été baptisée Palio Weekend lors de son lancement en 1997, puis simplement renommée Fiat Weekend en 2015.
Après 23 ans de bons et loyaux services, Fiat a arrêté la fabrication de la Palio Weekend le 27 janvier 2020 après plus de 530 000 exemplaires produits au Brésil à la suite de la loi brésilienne n° 518/2015 qui modifie certaines dispositions constructives et oblige les constructeurs à retirer plusieurs modèles anciens.

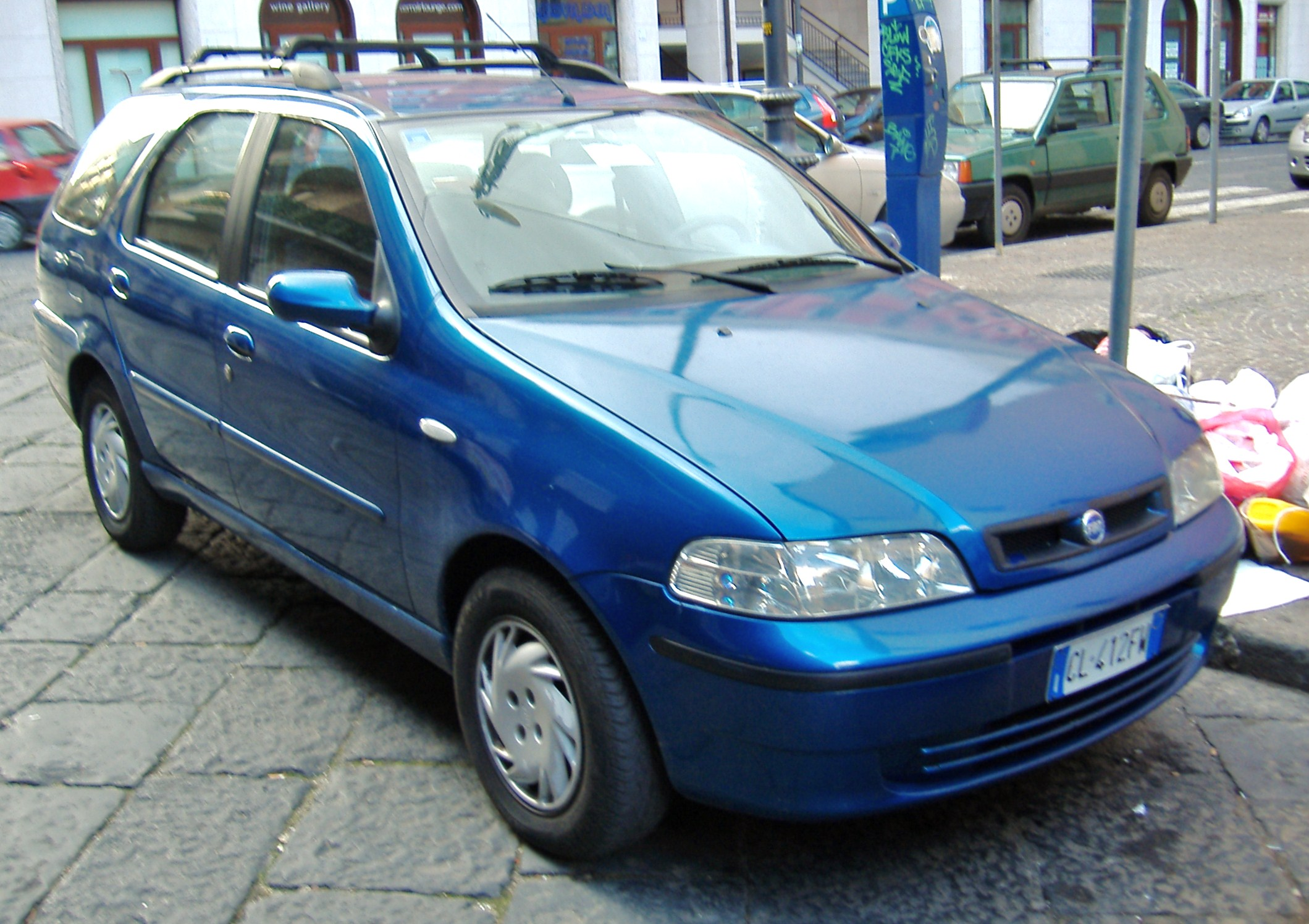
Fiat Palio Weekend 2ème série 2001

### Chronologie de la Fiat Palio Weekend
- 1997 - lancement du modèle en début d'année, un an après la fameuse berline mondiale Fiat Palio et avec la Fiat Siena,

- 1999 - lancement de la version Palio Adventure. Son look de baroudeuse lui donne une allure de tout terrain robuste. Le succès de cette finition a été si important que Fiat a décidé de l'appliquer sur les modèles Idea, Doblò et Strada,

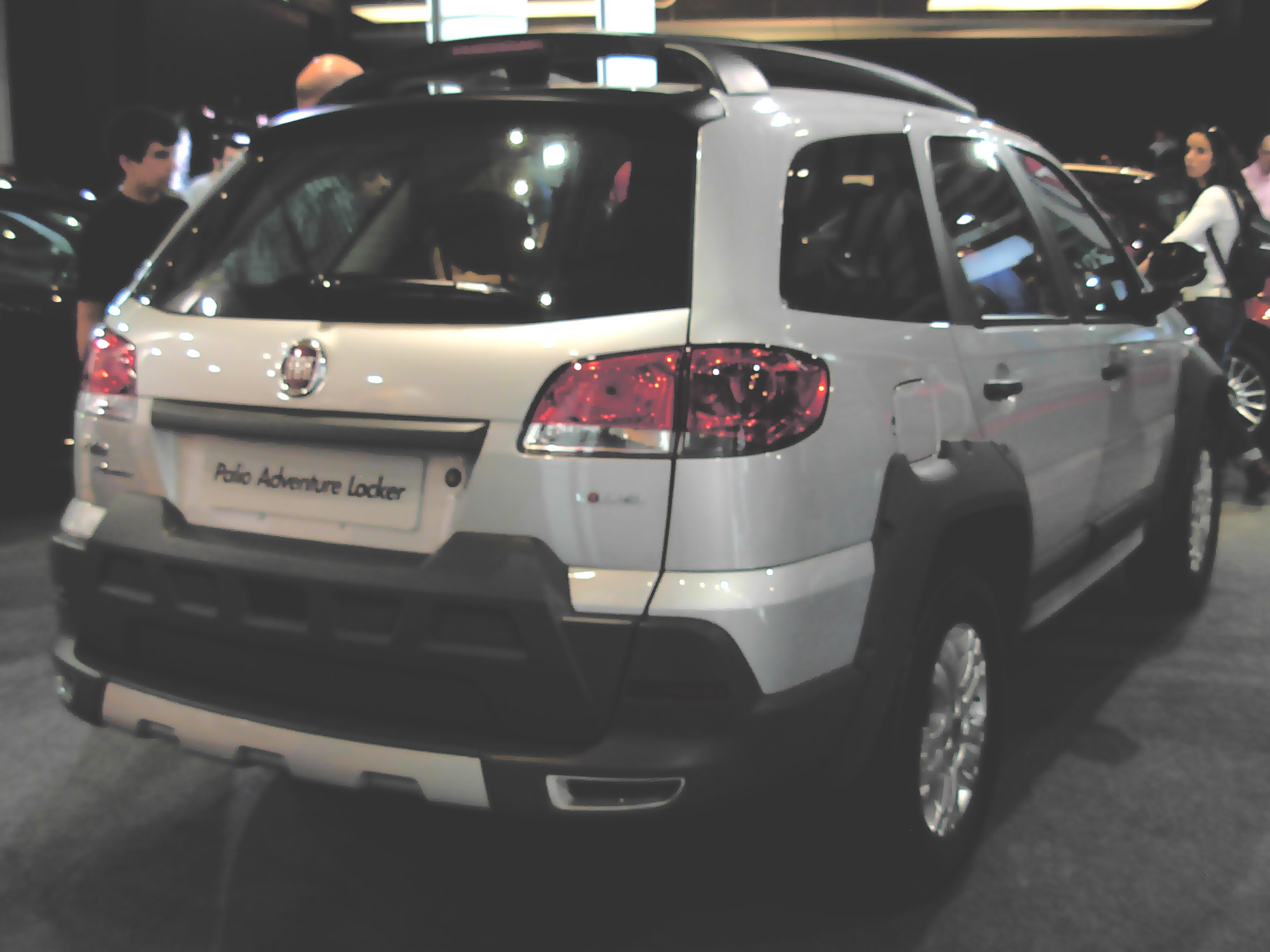
Fiat Palio Adventure Locker 2008 vue arrière

- 2001 - lancement de la deuxième série restylée par le designer italien Giorgetto Giugiaro,

- 2004 - lancement de la 3ème série avec un style revu dans la partie arrière notamment, avec de larges feux arrière et une découpe de carrosserie au rendu plus robuste,

- 2006 - Fiat présente un prototype de Palio Weekend électrique,

- 2008 - Présentation de la Palio Weekend Elétrico de série, développée avec Itaipu Binacional, propulsé par une batterie au nickel située à plat sous le coffre, garantissant une autonomie de 120 km,

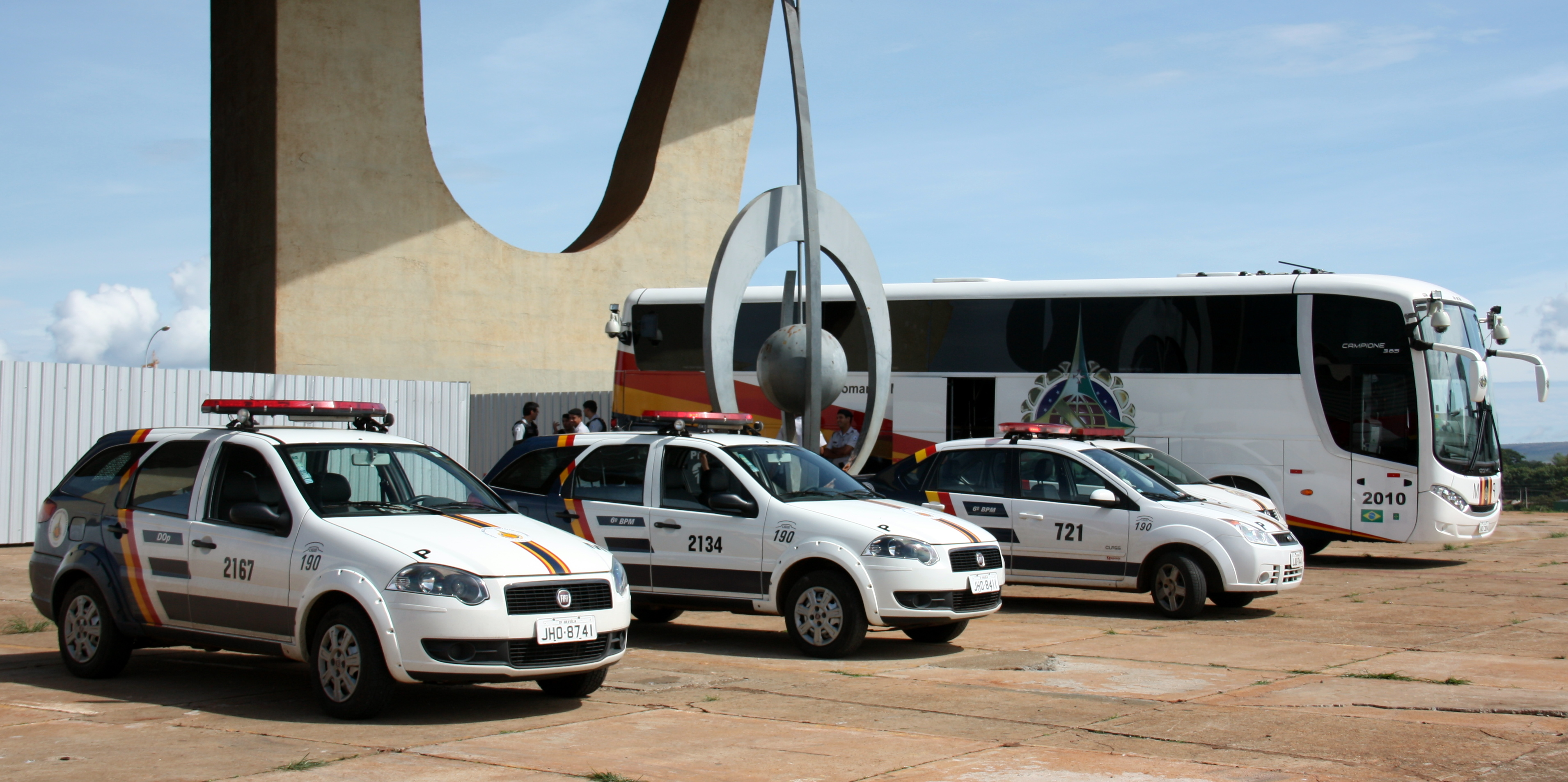
Fiat Weekend (2012) de la Police brésilienne

- 2008 - la Palio Weekend bénéficie de nouvelles retouches de style et de finition, rendant la voiture luxueuse. Avec cette 4ème série, une version particulière vient compléter la gamme Adventure, la Palio Adventure avec système "Locker", ce qui fait de Fiat le premier constructeur au monde à lancer un véhicule traction avant 4x2 avec blocage de différentiel, pour augmenter la capacité de traction sur les terrains les plus difficiles, pour permettre à ceux qui ne peuvent pas se permettre d'acheter un SUV 4x4 mais qui veulent une voiture qui en ait les capacités,

- 2012 - la Fiat Palio Weekend bénéficie de petites retouches de style, limitées à la face avant,

- 2015 - avec une dernière retouche, comme les autres modèles de la gamme, la Palio Weekend est renommée simplement Fiat Weekend,

- 2020 - arrêt de la fabrication dans l'usine de Betim le 27 janvier.

## Production
Selon les données publiées par le site WordPress.com, la production globale de la gamme Palio est :
- Palio - berline hatchback 5 portes codes ZFA 178 & 171 : 4,8 millions d'exemplaires,
- Siena - Albea & Perla (hors Zotye Z.200) - berline 4 portes : 1,8 million d'exemplaires,
- Strada pickup - 1,5 million d'exemplaires au 31 août 2019 alors que ce modèle est toujours fabriqué en 2020.

## La nouvelleFiat Palio (2012)type 326
Ce nouveau modèle a été lancé le 4 novembre 2011, au Brésil. 